# Anaphase

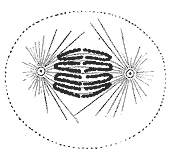
Schéma de l'anaphase

L'anaphase (du grec ancien ἀνά, ana : « en haut » et φάσις, fasis : « apparence ») est une phase très rapide de la méiose et de la mitose où les chromatides sœurs (durant la mitose ou la méiose II) ou les chromosomes homologues (durant la méiose I) se séparent et migrent vers les pôles opposés de la cellule.
Durant cette phase, à la suite d'un signal spécifique, les chromatides sœurs se séparent brutalement. Elles sont alors « tirées » par les microtubules en direction du pôle auquel elles sont rattachées. Les chromatides migrent rapidement à une vitesse d'environ 1 µm/min. On divise généralement l'anaphase en deux phases distinctes.
Pendant la première phase de l'anaphase, les chromatides, en réalité, se déplacent en direction d'un pôle sur les microtubules kinétochoriens, qui raccourcissent, car ils se dépolymérisent au fur et à mesure de la progression du kinétochore. En effet, les kinétochores permettent non seulement d'« arrimer » une chromatide au microtubule, mais aussi de le faire transporter le long des microtubules. Au niveau des kinétochores, on retrouve des moteurs moléculaires (de type dynéine) utilisant de l'ATP qui permettent de tracter les chromatides le long des microtubules qui, eux, restent fixes. La contribution des moteurs moléculaires est plus importante que celle de la dépolymérisation dans la migration des chromatides.
Pendant la deuxième phase de l'anaphase, les pôles du fuseau mitotique s'éloignent l'un de l'autre, entraînant avec eux les chromatides. D'une part, les microtubules polaires glissent les uns sur les autres vers les pôles sous l'action de protéines motrices, ce qui éloigne les centrosomes, et, d'autre part, des protéines motrices sur les microtubules des asters interagissent avec le cortex cellulaire et tirent les pôles vers la périphérie, éloignant les pôles.
Ces phases se déroulent de la même manière pour la mitose ainsi que pour la méiose I et la méiose II, mais ces dernières font intervenir des processus légèrement différents.
Lors de l'anaphase de la méiose I, les chromosomes homologues alignés sur la plaque équatoriale se séparent les uns des autres. Contrairement à l'anaphase lors de la mitose, seulement la cohésine des bras des chromosomes se dégrade alors que la cohésine autour du centromère est protégée. Ceci permet aux chromatides sœurs de rester attachées entre elles lors du raccourcissement des microtubules et de l'écartement des chromosomes homologues.
Lors de l'anaphase de la méiose II, la cohésine restante autour du centromère se dégrade, permettant aux chromatides sœurs de se séparer et de migrer dans des directions opposées grâce à la force de traction des microtubules.